# آلگالارین
آلگالارین (به اسپانیایی: Algallarín) یک منطقهٔ مسکونی در اسپانیا است که در استان کوردوبا (اسپانیا) واقع شده‌است. آلگالارین ۶۱۰ نفر جمعیت دارد و ۲۱۰ متر بالاتر از سطح دریا واقع شده‌است.